# Rinconada de la Labor
Rinconada de la Labor är en ort i kommunen Tejupilco i delstaten Mexiko i Mexiko. Samhället hade 286 invånare vid folkräkningen 2020.